# Бутенко, Павел (футболист)
Павел Бутенко (род. 14 декабря 1977) — туркменский футболист, вратарь.

## Биография
В первой половине карьеры играл на родине за ашхабадские клубы «Дагдан», «Ниса», «Копетдаг», «Галкан». В составе «Нисы» в сезоне 1998/99 стал чемпионом Туркменистана, в составе «Дагдана» в сезоне 1997/98 — серебряным призёром.
В 2002 году перешёл в узбекский «Пахтакор» (Ташкент). В первом сезоне сыграл 10 матчей в чемпионате Узбекистана и стал вместе с клубом чемпионом страны. На следующий год за половину сезона в «Пахтакоре» провёл только 2 матча и перешёл в «Навбахор», в котором занял место основного вратаря. С «Навбахором» — бронзовый призёр чемпионата Узбекистана 2003 и 2004 годов. С 2005 года в течение трёх сезонов выступал за «Машал», с этим клубом стал серебряным (2005) и бронзовым (2007) призёром чемпионата страны, финалистом Кубка Узбекистана 2006 года, участником Кубка АФК (2006). Всего в высшей лиге Узбекистана сыграл 129 матчей.